# (8345) Ulmerspatz
(8345) Ulmerspatz – planetoida z pasa głównego asteroid okrążająca Słońce w ciągu 3 lat i 211 dni w średniej odległości 2,34 au. Została odkryta 22 stycznia 1987 roku. Przed nadaniem nazwy planetoida nosiła oznaczenie tymczasowe (8345) 1987 BO1.